# 110 mét vượt rào
110 mét vượt rào là một nội dung chạy vượt rào cự li ngắn dành cho nam giới thuộc môn Điền kinh ở Thế vận hội Mùa hè (Nội dung tương ứng dành cho nữ có cự li ngắn hơn 10 mét). Nội dung này được tổ chức thi đấu trong sân vận động, với 10 chiếc rào cao 1,067 m (42 in) được bố trí cách đều trên đường chạy thẳng dài 110 mét và sẽ đổ nếu vận động viên chạm một phần thân thể vào rào. Vận động viên chạy rào có nhiệm vụ chạy nước rút và nhảy qua rào sao cho rào không đổ và họ cố gắng sao cho mình về đích càng sớm càng tốt (rào còn có tác dụng làm chậm đáng kể thời gian thực hiện bài thi với cùng cự li). Tương tự các nội dung chạy và chạy vượt rào cự li ngắn khác (Ví dụ: 100 mét), các vận động viên tham dự 110 mét vượt rào được xuất phát nhờ sự hỗ trợ bởi bàn đạp xuất phát.
Trong chạy 110 mét vượt rào, rào đầu tiên được đặt ở khoảng cách 13,72 m (45 ft) từ vạch xuất phát. Chín rào tiếp theo cách đều nhau với khoảng cách 9,14 m (30 ft), và khoảng cách từ rào cuối cùng tới vạch đích là 14.02 m (46 ft).
Ở Thế vận hội Mùa hè, nội dung này được đưa vào chương trình thi đấu liên tục từ năm 1896. Trong đó kỷ lục Olympic là 12 giây 91 được thiết lập bởi vận động viên Lưu Tường người Trung Quốc tại Olympic Athens 2004. Kỷ lục thế giới của môn này là 12 giây 80 do vận động viên Aries Merritt người Mỹ nắm giữ sau khi đạt được ngày 7 tháng 9 năm 2012 tại giải Brussel Diamond League, Bỉ. 
110 mét vượt rào còn được coi là một trong mười thành phần của nội dung Mười môn phối hợp cho nam trong môn Điền kinh.